# Podarcis muralis
La lagartija roquera (Podarcis muralis) es una especie  de reptil escamoso de la familia Lacertidae. Se distribuye por gran parte de Europa, desde el océano Atlántico hasta el norte de Anatolia, y ha sido introducida accidentalmente en Estados Unidos por George Rau Jr. en 1951 donde se expande actualmente por las tierras de Kentucky y Ohio. En la península ibérica se restringe a la franja eurosiberiana (desde el límite entre Galicia y Asturias hasta el Pirineo catalán), el Sistema Ibérico y el Sistema Central, siendo sustituida en las tierras bajas del sur por el complejo de especies de la lagartija ibérica (Podarcis hispanica) sensu lato; en Italia y los Balcanes llega más al sur. También existen poblaciones insulares en varios islotes del mar Cantábrico, Liguria y la costa atlántica francesa, entre los que se incluyen las islas del Canal.

## Descripción física
La longitud de los machos, sin contar la cola, es de entre 48 y 68 mm. Las hembras pueden alcanzar tamaños más grandes, si bien la diferencia no suele llegar al milímetro; en algunas poblaciones (por ejemplo en las de la Cornisa Cantábrica) esta diferencia de tamaño no existe.
La coloración consiste en una gran variedad de tonos más o menos pardo-grisáceo-verdosos que pueden estar salpicados de manchas negras en concentraciones también variables (mayor en los machos adultos, mientras que en las hembras no suelen aparecer). A pesar de estas varicaciones, por lo general se puede apreciar una línea de puntos negros en el dorso y una banda oscura a cada lado, lisa en las hembras y machos jóvenes y salpicada de manchas más oscuras en los machos adultos. El color del vientre varía entre el blanquecino y el rojizo, con ocasionales ocelos azules en algunas escamas externas, mientras que la garganta aparece reticulada en negro.
En la naturaleza se documentan formas melánicas, mientras que los casos de albinismo sólo son conocidos en cautividad.

## Comportamiento
Esta especie, propia de terrenos montañosos, puede colonizar construcciones humanas. Los machos son territoriales con los miembros de su propio sexo, mientras que las hembras se mueven libremente. El apareamiento tiene lugar en primavera y la puesta consta de entre 3 y 8 huevos que la hembra entierra en un pequeño hoyo excavado por ella misma. Los huevos eclosionan entre dos y tres meses después. Al llegar el invierno, las lagartijas buscan refugio en alguna grieta donde pasan los meses fríos en estado de letargo.
Al igual que otras especies similares, la roquera se alimenta de insectos y es a su vez víctima de pequeños mamíferos carnívoros como las musarañas, comadrejas y gatos. La cola puede desprenderse en caso de ser atacada por un depredador (autotomía) permitiendo así la huida de su dueño y regenerándose más tarde.